# سیارک ۸۵۷۲
سیارک ۸۵۷۲ (به انگلیسی: 8572 Nijo، نامگذاری:1996UG1) هشت هزار و پانصد و هفتاد و دومین سیارک کشف شده‌است که در ۱۹ اکتبر ۱۹۹۶ کشف شد.
قدر مطلق سیارک برابر ۱۴٫۸۰ است.